# توماس هوپکر
توماس هوپکر (آلمانی: Thomas Höpker؛ ۱۰ ژوئن ۱۹۳۶ – ۱۰ ژوئیهٔ ۲۰۲۴) عکاس آلمانی و عضو پیشین مگنوم فوتوز بود. او به خاطر عکس‌های رنگی متمایزش شهرت داشت و از دهه ۱۹۶۰ برای اشترن و ژئو در مأموریت‌هایی جهانی به‌عنوان عکاسی خبری کار می‌کرد. او از اشخاصی مانند محمد علی کلی و محمدرضاشاه و رخدادهایی مانند حملات ۱۱ سپتامبر عکس گرفت.